# Dakotadon lakotaensis
Il dakotadonte (Dakotadon lakotaensis) è un dinosauro erbivoro appartenente agli ornitopodi. Visse nel Cretaceo inferiore (Barremiano, circa 127 milioni di anni fa) e i suoi resti fossili sono stati ritrovati in Nordamerica (Dakota del Sud). 

## Descrizione
Questo dinosauro è conosciuto principalmente grazie al fossile di un cranio parziale, da cui si possono però comprendere le parentele e le principali caratteristiche dell'animale. Il teschio è molto simile a quello del ben noto Iguanodon: il muso era piuttosto allungato, anche se non come quello del suo parente più famoso, e possedeva una dentatura composta da numerosi denti molariformi. Le orbite erano tondeggianti e ampie, una caratteristica condivisa con iguanodonti primitivi come Camptosaurus e Theiophytalia. Probabilmente il dakotadonte era un grosso erbivoro semibipede, lungo circa 7 metri e dotato di una corporatura relativamente massiccia.

## Classificazione
Descritto per la prima volta nel 1989 da Weishampel e Bjork, questo animale fu inizialmente attribuito a Iguanodon, all'epoca considerato un genere con molte specie. Un successivo riesame dei numerosi resti attribuiti a Iguanodon portarono alla conclusione che tutte queste specie erano sufficientemente distinte fra loro da classificarle in generi a sé stanti (ad es. Mantellisaurus, Dollodon, Barilium, Hypselospinus). Tra questi, Dakotadon è ritenuto una forma transizionale tra generi primitivi come Camptosaurus e il vero e proprio Iguanodon del Cretaceo inferiore europeo.
Altri resti frammentari di iguanodonti americani, denominati “Iguanodon” ottingeri, potrebbero essere attribuiti a Dakotadon.